# 瓦卢瓦的玛格丽特
瑪格麗特·德·瓦盧瓦 (法語：Marguerite de Valois；1553年5月14日—1615年3月27日）又被稱為瑪戈王后（la Reine Margot），生於聖日耳曼昂萊的王家城堡；死於巴黎。她是法國和下納瓦拉的王后，同時也是瓦盧瓦女公爵。
在瓦盧瓦王朝最後一名帝王亨利三世駕崩之後，瑪格麗特的人生為醜聞，陰謀和悲劇所圍繞。作為一名虔誠的天主教（舊教）信徒，她和新教胡格諾派首領波旁的亨利（納瓦拉國王，後成為法國國王亨利四世）的政治婚姻使她成為了法國宗教戰爭以及宮廷政治的犧牲者。
她的人生首先透過她的自傳廣為人知，這部自傳涵蓋了其從1565年到1582年的事蹟，她人生的其他歲月的情況，則大部分通過保留下來的私人信件而流傳於世。同時代的人將她刻畫為：「高傲的」，“慷慨且寬宏大量，甚至有些揮霍”。  她還被視為“充滿求知欲的，善於發表演說的，敏捷而俏皮的並對科學技術非常感興趣的“女性”。 
在那個法國皇室充滿流言蜚語的時代，瑪格麗特是非比尋常的鮮明寫照，整個上流社會都在傳播她的流言，因此她在後來的著作中，常常被寫成是一位放蕩而墮落的王后。但現代的歷史學家卻認為，她不過是行使了當時只能夠由男性貴族所擁有的特殊自由。

## 家族
瓦盧瓦的瑪格麗特是亨利二世和凱瑟琳·德·美第奇的第七個孩子，也是他們未夭折的最年幼女兒。她的名字來自她的教母瓦盧瓦-昂古蘭姆的瑪格麗特，其也是她的一位姑姑。她的兄弟姐妹中有四位歐洲的國王或王后以及一名公爵夫人，他們是她的兩個姐姐伊麗莎白（腓力二世的第三任妻子）和珂羅蒂雅（洛林公爵查理三世的妻子）以及她的幾個兄弟弗朗索瓦二世，查理九世和亨利三世。
瑪格麗特對父親並沒有太深的印象，因為父親死於姐姐伊麗莎白和腓力二世婚禮上的馬上長矛比武，被一個沒有矛頭的長矛刺中眼睛，幾天後感染敗血症而死。當時瑪格麗特只有六歲。瑪格麗特對她的母親的感情非常矛盾，既充滿欽佩又夾雜著恐懼。瑪格麗特和她的姐姐們以及弟弟法蘭索瓦有著深厚的感情，而對哥哥亨利從她幼年開始就非常抵觸，後期兩人曾非常仇視對方。對於她和她的哥哥查理之間的關係如何，現在基本上無從考証，唯一可証實的是，是查理為其取了「瑪戈」這個花名，讓世人沿用至今。 
瑪格麗特和夫婿波旁的亨利之間的關係是最引人注目的，期間還夾雜亨利多位情婦的故事。雖然瑪格麗特沒有甚麼政治影響力，但其與亨利的關係，也造成亨利的苦惱。瑪格麗特立場搖擺，有時力挺亨利，並極力維護亨利和他的政治立場；有時又突然反對亨利，並試圖破壞他的計劃。在他們的婚姻關係結束後幾年，發展成一種長期對立的仇視關係。

## 生平

### 幼年及青年期

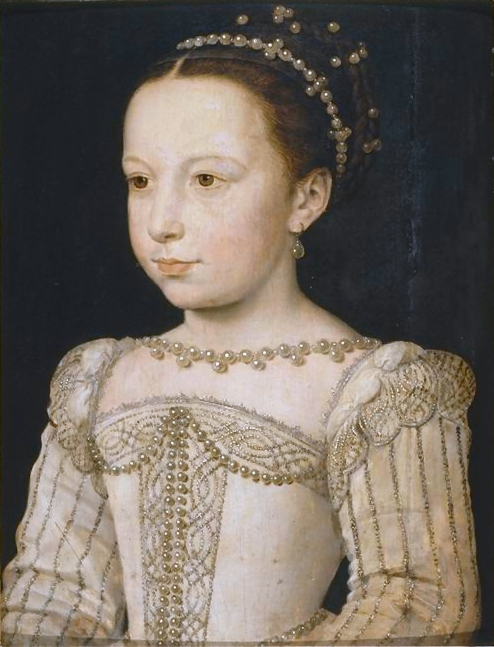
大概七歲的瑪格麗特，1560年左右的肖像畫，弗朗索瓦·克洛誒特斯作品，現存 孔德博物館

瑪格麗特同她的姐姐們以及瑪麗·斯圖亞特一起在她的家庭教師夏洛特·德·維也納以及巴隆妮·德·科峒的照顧下於聖日耳曼昂萊的皇家城堡度過了她的幼年時光。巴隆妮在瑪格麗特結婚後更成為她的第一貼身女官。 在伊麗莎白和瑪麗分別因為結婚而離開聖日耳曼昂萊後，瑪格麗特也於1559年離開出生地移居到羅浮宮，在那兒她進入了她的兩位兄弟亨利和法蘭索瓦的社交圈，由此建立了她自己的廣泛的，充滿經典人性化的社交圈，這也是為什麼她精通拉丁語，希臘語，意大利語以及西班牙語的原因。
作為歐洲重要掌權皇室的女兒，瑪格麗特公主從童年時期開始就被作為各大皇室聯姻的候補者。 1560年，她的父母曾想讓她和腓力二世的王子唐·卡洛斯結婚。當15歲的唐·卡洛斯在眾多新娘候選人的肖像畫中見到瑪格麗特時，他評價她道“這位年幼的公主是最美的」。 但這個計劃和之後的瑪格麗特與馬克西米利安二世的兒子魯道夫於1563年的聯姻都不幸告吹。 
在法國宗教分歧爆發的初期，凱瑟琳·德·美第奇於1562年將她的女兒們以及幼子法蘭索瓦送往昂布瓦斯，而亨利和卡爾則留在羅浮宮，跟他們的母親一起生活。 1564年1月到1566年5月，瑪格麗特和她的王兄查理一起完成了對王國的巡視之旅。
當瑪格麗特回到巴黎的時候，她和年輕的第三代吉斯公爵亨利一世·德·洛林產生了愛情，他們甚至考慮到了婚姻。但他們之間的婚姻是無法為當時的法國皇室所接受，因為吉斯家族是堅定的天主教成員，同時也是反對法國胡格諾派的中堅勢力，而當時的統治家族則看重天主教和胡格諾派的政治平衡。亨利·德·洛林的宮廷職位被暫時取消，不久之後便被迫和皇太后的教女卡特琳·德·克萊夫結婚。
1565年瑪格麗特和葡萄牙王储塞巴斯蒂昂的聯姻計劃告吹；而在她姐姐伊麗莎白去世後，讓她嫁給成為鰥夫的腓力二世的企圖也最終以失敗告終。

### 婚禮以及聖巴托洛繆之夜
完全出於維持王朝穩定的目的，國王查理九世和他的母親從1570年開始策劃天主教徒瑪格麗特和新教徒波旁的亨利的政治聯姻。其目的是調和法國新教與舊教之間的矛盾，以實現於第三次胡格諾派戰爭結束時簽訂的聖日耳曼昂萊和平協定。這個秦晉之好，特異非常，因為當時的歐洲貴族從不考慮新舊教信徒之間的婚姻。
兩方在之後開始了漫長而困難的聯姻談判，由亨利的母親讓娜·達布雷特，與瑪格麗特的母親凱瑟琳分別在圖爾和布盧瓦城堡進行。雙方開始談判的時候，都抱著讓對方加入自己的教派的希望，但這明顯是無法實現的。在1572年4月，雙方在布盧瓦城堡簽訂的草約中，明確規定這次聯姻，兩方都無需改宗。
瑪格麗特雖然對她未來的丈夫完全不了解，甚至對其產生了怨恨，並對他聲名狼藉的愛充滿抱怨，但在母親的巨大壓力下，不得不同意結婚；至少在之後的幾年，她還是贊成這個提議，雖然在她的回憶錄中完全沒有提到這些，但一副較早的油畫為其提供證明。
1572年8月17日最終的婚書於巴黎簽訂，按照協定瑪格麗特應該獲得非常高昂的嫁妝：查理九世為其支付300.000金埃居，凱瑟琳則提供200.000里弗爾。另外還有25.000里弗爾是由她的兄弟亨利三世以及法蘭索瓦支付。同時瑪格麗特宣誓放棄其對瓦盧瓦家族的繼承權。而實際上，這些嫁妝只給了一部分，甚至完全只是個空頭支票。簽立婚書儀式後，在羅浮宮舉行了由魯昂大主教查理·德·波本和新郎方父輩主持的官方訂婚典禮。

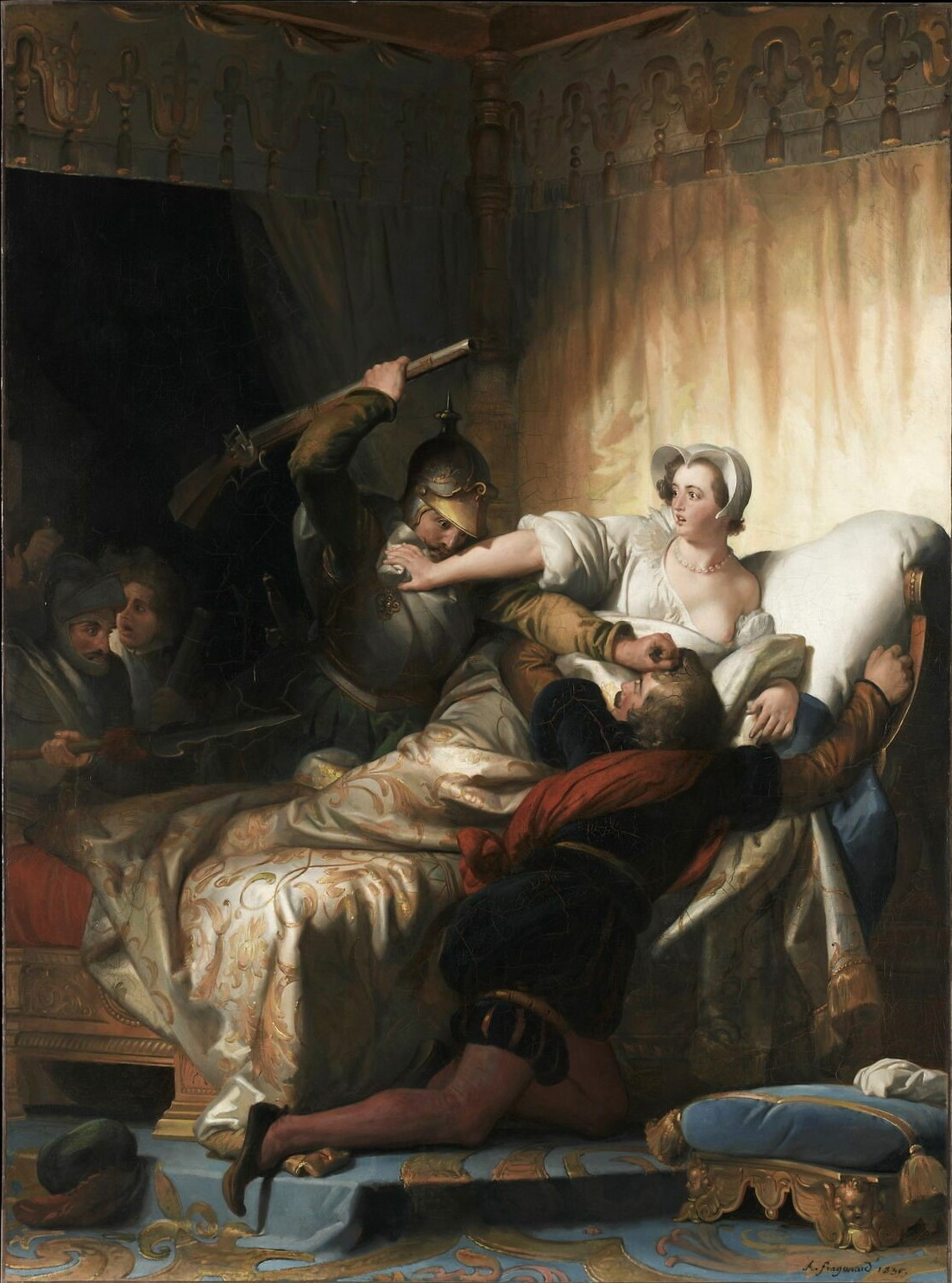
根據瑪格麗特的回憶錄重現聖巴托洛繆之夜她的臥室的場景的油畫，亞歷山大·弗拉貢納爾，19世紀，羅浮宮

第二天（1572年8月18日），他們舉行了結婚典禮，甚至連必需的教皇大赦都沒有等待。 婚禮是在主教座堂巴黎聖母院的前廳舉行的，因為納瓦拉國王亨利拒絕進入任何天主教教堂的彌撒廳。之後即產生流言：當瑪格麗特被問道是否願意嫁給納瓦拉國王亨利時，她沒有回答，最後是她的兄弟亨利按住她的頭，強迫她點頭同意。這個流言更為歷史學家皮埃爾·馬修所記載，並聞名於世。婚禮之後的狂歡以及慶祝活動一直持續到1572年8月21日。
作為納瓦拉國王亨利的隨行人員，很多胡格諾派信徒也來到巴黎參加他的婚禮。一場對胡格諾派信徒加斯帕爾·德·科利尼不成功的暗殺成為了聖巴托洛繆之夜的導火索，在這場大屠殺中，大量胡格諾派信徒被殺，因此瑪格麗特的婚禮在編年史中也被記錄為“巴黎的血腥婚禮”。亨利被捕並被迫改信天主教。凱瑟琳·德·美第奇提議她的女兒，以血腥屠殺為藉口取消此次婚姻，但瑪格麗特拒絕了，並忠誠地支持她的新婚丈夫亨利。雖然亨利已經改信了天主教，他和瑪格麗特以及法蘭索瓦仍然被軟禁在羅浮宮。
除去紅衣主教拉羅什富科的秘書讓·德·梅根的紀錄外，瑪格麗特的回憶錄是同時期對聖巴托洛繆大屠殺的惟一可考描述。根據瑪格麗特的描述，加布里·德·列維斯，德·萊朗子爵，一位跟隨她丈夫的胡格諾派信徒，因為被她的兄弟查理的衛兵追踪而躲進她的臥室。瑪格麗特為他說情，最終保住了他的性命。 大仲馬在他的小說《瑪戈王后》中再現這一場景。

### 針對國王的謀反以及到法蘭德斯的旅程

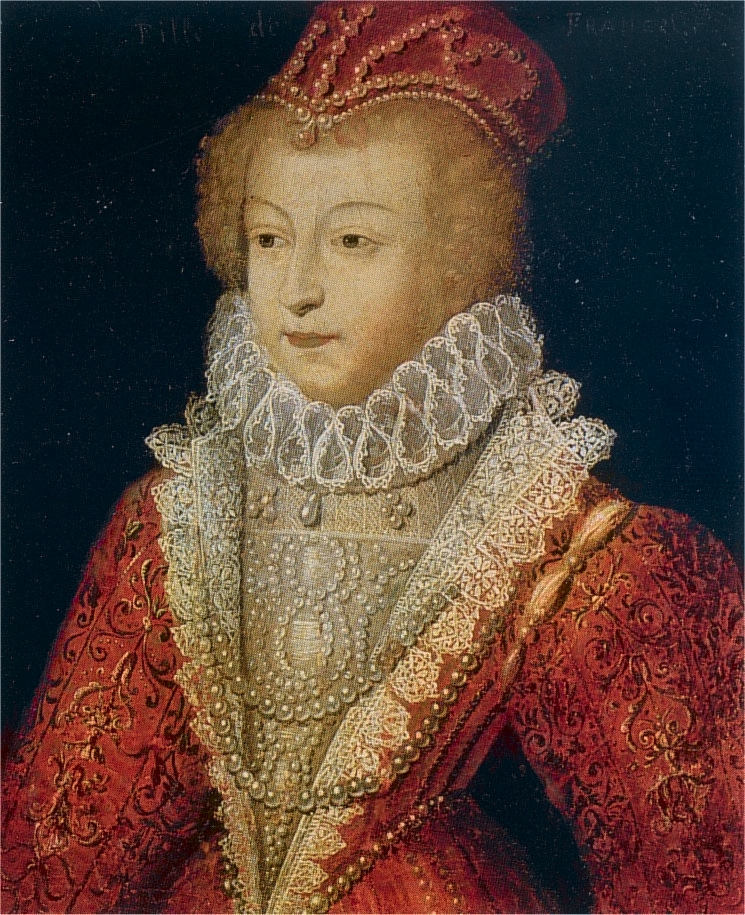
1572年左右的瑪格麗特的肖像畫。 布盧瓦城堡的不知名的宮廷畫家的複制畫。原作來自弗朗索瓦·克洛誒特斯學院，現存克羅查提爾博物館

1573年法國王子亨利在凱瑟琳·德·美第奇的推動下被選舉為波蘭國王和立陶宛大公，並離開巴黎向克拉科夫出發。同一時期法國貴族們成立了由比較溫和的新教徒和舊教徒組成的政治同盟：Les Malcontents （法語：不滿分子）。他們致力於穩固法國新舊教信徒和解，並為新教方面爭取更多的權力。雖然納瓦拉的亨利，瑪格麗特以及法蘭索瓦仍然被軟禁於羅浮宮，但他們仍竭力參與這個同盟的活動。到1574年5月查理九世去世的時候，不滿分子同盟被認為是懺悔星期二陰謀 （又稱為：萬塞訥陰謀）的最大推動者。他們的目的在於，讓法蘭索瓦而非仍逗留在波蘭的法國王子亨利成為下一屆的法國國王，因為法蘭索瓦在宗教問題上比他的兄長更加寬容。1574年2月這個陰謀於被揭穿；諷刺的是這是瑪格麗特自己向其母親凱瑟琳告密的結果，而她的動機到現在仍然不為人知。法蘭索瓦和納瓦拉王儲亨利因此被關押於文森城堡。這兩位陰謀家的第一次出逃以失敗告終，他們的兩位支持者約瑟夫·博尼法斯·德·拉莫爾以及漢尼拔·德·科克勞斯伯爵被判處死刑。第二次由瑪格麗特策劃的出逃仍然落空，而這次並沒有產生太糟的後果。最後在凱瑟琳·德·美第奇的推動下成立了一個由議員組成的委員會，目的為調查陰謀的真實情況。為此，瑪格麗特於1574年4月寫下了為其丈夫抗辯的文件《支持亨利·德·波旁的記憶証據》，這份文件在調查中起到了至關重要的作用，它讓委員會相信法蘭索瓦和納瓦拉王儲亨利並沒有參與陰謀。因此兩人被送回巴黎，但仍然處於如同聖巴托洛繆大屠殺之後的嚴密的監視之下。
儘管處於非常不利處境，法蘭索瓦最終在瑪格麗特的幫助下於1575年9月15日從羅浮宮逃往德勒 。雖然無法證明瑪格麗特是否參與了這個事件，亨利三世仍懷疑她是幫兇，而將她軟禁並嚴密監視。
納瓦拉的亨利在1576年2月跟隨法蘭索瓦的腳步從巴黎出逃，瑪格麗特並沒有參與其逃跑計劃，儘管如此，她的懷疑仍被加重了。亨利的出逃，讓這對夫妻分居長達兩年，也讓二人開始疏遠。
其間法蘭索瓦開始公開的站在新教的一方，他為了納瓦拉的亨利重新聚集了不滿的新教徒，並建立了自己的軍事力量。瑪格麗特一直被軟禁於羅浮宮，直到法蘭索瓦以她是皇室的囚犯為由拒絕和平談判，亨利三世才下令將她釋放。和平談判後瑪格麗特和她的母親一起住在皇宮和胡格諾派代表處（1576年由波瓦第爾敕令成立）之間。
最终她还是得到允许投奔丈夫，在以后的三年半，玛格丽特和她的丈夫在波城过着受人非议的生活。兩人一有情婦，一有面首，并且经常吵架。在1582年的一场病后，玛格丽特返回法国王室。但是亨利三世对她過多的緋聞产生反感，强迫她离开王室。经过很长的商谈，她被允许返回她丈夫的国家。但是她受到冷淡的接待。为了度过难关，她在她的封地阿让发动了一场政变并夺取了政权。在几个月的防御后，阿让的市民奋起反抗，并把她关押到Carlat城堡。 在1586年，她被亨利三世关押在奥弗涅的Usson城堡, 在那里她度过了18年。 
1592年，开始了她和亨利的離婚谈判。1599年，谈判以保留她王后的称号结束，談判時間長達七年。但她不知道的是，她的前夫会成为」」法国人最喜爱的国王之一。這些年间，玛格丽特撰寫了她的回忆录。这本回忆录在她去世后的1658年发表。回忆录中以故事的形式记述了她的兄弟们和前夫的生活。美丽而坚强的玛格丽特有很多情人，其中比较著名的有约瑟夫·博尼法斯·德·拉莫尔，Jacques de Harlay, Seigneur de Chanvallon和比塞·德·安布鲁瓦。
在她的美貌渐渐褪色之後，她也陷入了贫困，债务人上门催讨。无奈中，她变卖了所有珠宝。她和她的前夫，及前夫的第二任妻子玛丽·德·美第奇和解，返回巴黎，成为贫穷的艺术家的赞助人。她经常帮助策划宫廷活动和养育亨利四世和玛丽的子女。她于1615年5月27日在巴黎逝世，被埋葬在瓦卢瓦的教堂。数以千计热爱她的人哀悼着她的离去，同时也哀悼着瓦卢瓦王朝的消亡。

## 相关小说或影视作品
由法国作家大仲马创作的历史小说玛戈王后（法语名为"La Reine Margot"；英语名为"Queen Margot"）是一部关于玛格丽特和纳瓦拉的亨利的虚构故事。这部小说在1994年改编成一部法国电影：玛戈王后。